# Simmingsköld
Simmingsköld eller Simmingskiöld är en svensk adelsätt som tidigare hette Simming.
Ättens stamfader är Marcus Nicolai (död 1608) från Hälsingland som var kyrkoherde i Bollnäs och var gift med Anna Grubb, vilkas son Johannes Marci Bullernæsius var kontraktsprost i Simtuna socken, varifrån ättlingar upptog namnet Simming. Hans son, Marcus Simming den äldre var prost och kyrkoherde i Vingåker och gift två gånger. Första hustrun var Anna Troilia, dotter till Uno Troilius och den så kallade Stormor i Dalom. Andra hustrun  hette Anna Stiernman och var sondotter till ärkebiskopen Nicolaus Olai Bothniensis.
I andra äktenskapet föddes rådmannen i Göteborg, Johan Simming, gift med en Hall. De fick sonen Marcus Simming den yngre som var assessor och gift med en Holst.
I äktenskapet mellan Marcus Simming den äldre och Anna Troilia föddes assessorn Eric Simming, gift med Margareta Hedvig Weinholtz. Han adlades år 1689 med namnet Simmingsköld, och introducerades på nummer 1199. År 1773 adopterades brorsonen Marcus Simming den yngre på farbroderns adliga namn och nummer, men den adopterade grenen fortlevde endast en generation därefter. Författaren och äventyraren Johan Simmingsköld tillhörde denna gren.
Eric Simmingsköld och Margareta Hedvig Weinholtz fick tolv barn. Samtliga döttrar gifte sig ofrälse. Ätten fortlevde på svärdssidan med endast en son, löjtnanten Carl Alexander Simmingsköld vid Bohusläns dragoner. Hans hustru var Ingrid Maria Bildt till Morlunda vars mor var friherrinnan Rehbinder. Deras dotter gifte sig Reenstierna. Ätten delades därefter med hennes båda bröder i äldre och yngre grenen, majoren Daniel Alexander och kornetten Carl Gustaf Simmingsköld.
Daniel Alexander Simmingsköld var gift Natt och Dag, och hans gren fortlevde på svärdssidan med sonen postmästare Alexander Carl Simmingsköld, gift D'Orchimond. Carl Gustaf Simmingsköld var först gift med sin kusin Bildt och sedan Buhrman.
Till släkten hör glasforskaren Bo Simmingsköld.